# 田巿
田巿（？—前206年），秦末軍事人物，秦末齐国人，田儋的儿子，原田齐公族，秦末民變時的六國群雄之一。
秦二世二年（前208年）六月，秦少府章邯於臨濟擊殺齐王田儋，田建的弟弟田假自立為王。田儋的从弟田榮起兵，驅逐田假，田假逃亡楚国。
八月，田榮立田巿为齐王，要求楚国殺田假，楚後懷王不理，所以田荣與楚國結怨，没有随项羽入关中，只有副将田都、齐王田建的孙子田安叛齐，随项羽入关中。项羽分封十八路诸侯，封田都为齐王（临淄王）、田安为济北王、田巿为胶东王，不封田荣。田荣不服，不让田巿离开临淄。田巿害怕项羽怪罪，悄悄到了胶东。
汉王元年（前206年）六月，田榮率兵击杀田巿。